# Drago Žagar
Drago (Dragotin) Žagar, slovenski psiholog in pedagog, * 21. oktober 1941 Podvrh pri Osilnici.

## Življenjepis
Žagar je leta 1968 diplomiral na Filozofski fakulteti v Ljubljani, na kateri je 1979 tudi doktoriral. Že pred doktoratom se je na Filozofski fakulteti tudi zaposlil (1969) in sicer na oddelku za psihologijo.
Žagar je bil od leta 1986 redni profesor za pedagoško psihologijo na Filozofski fakulteti v Ljubljani. Kot raziskovalec se je ukvarjal s psihologijo pouka in učenja, posebno z ustvarjalnostjo in motivacijo šolarjev. O tej problematiki je sam ali v soavtorstvu z drugimi objavil številne strokovne članke in več monografskih del. Po upokojitvi je bil 2012 imenovan za zaslužnega profesorja UL. 